# William A. Trimble
William A. Trimble (Woodford megye, 1786. április 4. – Washington, 1821. december 13.) az Amerikai Egyesült Államok szenátora (Ohio, 1819–1821).